# Batalla de González
La Batalla de González fue una escaramuza que tuvo lugar el 2 de octubre del 1835, en la ciudad mexicana de González entre fuerzas texanas y un destacamento del Ejército Mexicano. Aunque este hecho de armas es solo un enfrentamiento militar menor, marcó una clara ruptura entre los colonos estadounidenses, que en las últimas dos décadas habían entrado en Texas, y el gobierno mexicano. Es considerado en la historia de Estados Unidos como el inicio de la Independencia de Texas.

## Batalla
Los texanos comenzaron a cruzar el río a las 7 p. m.. Menos de la mitad de los hombres estaban montados, ralentizando su progreso mientras rastreaban a los soldados mexicanos. Una espesa niebla rodó alrededor de la medianoche, retrasándolos aún más. Alrededor de las 3 de la mañana, los texanos llegaron al nuevo campamento mexicano. Un perro ladró al acercarse, alertando a los soldados mexicanos, que comenzaron a disparar. El ruido hizo que uno de los caballos texanos entrara en pánico y lanzara a su jinete, que sufría una nariz ensangrentada. Moore y sus hombres se escondieron en los árboles hasta el amanecer. Mientras esperaban, algunos de los texanos atacaron un campo cercano y comieron una sandía.
Con la oscuridad y la niebla, los soldados mexicanos no podían calcular cuántos hombres los habían rodeado. Se retiraron 300 metros (metros) a un farol cercano. A eso de las 6 de la mañana, los texanos salieron de los árboles y empezaron a disparar contra los soldados mexicanos. El teniente Gregorio Pérez contraatacó con 40 soldados montados. Los texanos cayeron de nuevo a los árboles y dispararon una volea, hiriendo a un mexicano privado. Según algunos relatos, el cañón cayó del carro al disparar. Incapaz de maniobrar con seguridad entre los árboles, los jinetes mexicanos regresaron al farol.
Cuando la niebla se levantó, Castañeda envió a Smither para solicitar una reunión entre los dos comandantes. Smither fue rápidamente arrestado por los texanos, que desconfiaban de su presencia entre los soldados mexicanos. Sin embargo, Moore aceptó reunirse con Castañeda. Moore explicó que sus seguidores ya no reconocían el gobierno centralista de Santa Anna y en cambio se mantuvieron fieles a la Constitución de 1824, que Santa Anna había repudiado. Castañeda reveló que compartía sus inclinaciones federalistas, pero que estaba obligado por el honor a seguir órdenes.
Cuando Moore regresó al campamento, los texanos levantaron una bandera blanca hecha en casa con una imagen del cañón pintado de negro en el centro, sobre las palabras " Come and Take It ". La bandera improvisada evocó el lema de la era de la Revolución Estadounidense "Don't Tread on Me".. Los texanos luego dispararon sus cañones en el campamento mexicano. Castañeda llevó a sus tropas a San Antonio de Béxar. Las tropas se habían ido antes de que los texanos terminaran de recargar. En su informe a Ugartechea, Castañeda escribió "ya que las órdenes de Vuestra Señoría eran para mí retirarme sin comprometer el honor de las armas mexicanas, lo hice".